# Bazart
Bazart ist eine flämische Indie-Pop-Band aus Gent. Mit dem Song Goud hatten sie 2016 einen der größten niederländischsprachigen Erfolge in Belgien.

## Bandgeschichte
Gegründet wurde Bazart 2012 vom Sänger Mathieu Terryn und dem Gitarristen Simon Nuytten. Weitere Mitglieder waren Tom Goovaerts an der Bassgitarre, Robbe Vekeman am Schlagzeug und Keyboarder Oliver Symons. Bereits im selben Jahr veröffentlichten sie eine EP mit dem Titel Meer dan ooit. Mit ihrer niederländischsprachigen Popmusik traten sie auch im Ausland auf. Die endgültige Bandformation vervollständigte Daan Schepers anstelle von Goovaerts als Bassist. Der Durchbruch gelang den fünf Musikern mit der zweiten nach der Band benannten EP Bazart. Mit dem Song Tunnels erregten sie erstmals größere Aufmerksamkeit und die zweite Songveröffentlichung Goud brachte sie im Frühjahr 2016 erstmals in die Charts. Das Lied blieb zwar auf Platz 12 stehen, hielt sich aber 50 Wochen in der flämischen Hitparade. Damit wurde es das erfolgreichste niederländischsprachige Lied in den Vlaamse Ultratop 50. Außerdem erreichte es Platinstatus.
Noch im selben Jahr veröffentlichten sie daraufhin ihr erstes Album Echo. Es stieg auf Platz 1 der Charts ein, was zuvor noch keinem belgischen Interpreten mit dem Debütalbum gelungen war. Es wurde ebenfalls mit Platin ausgezeichnet. Auch in den Niederlanden und den französischsprachigen Regionen Belgiens konnte sich das Album in den Charts platzieren. Ein weiterer Singlehit aus dem Album war Chaos, das es bis auf Platz 8 brachte und Gold bekam. Bei den flämischen Music Industry Awards 2016 waren Bazart mit fünf Auszeichnungen die erfolgreichsten Interpreten und gewannen als beste Band und für Goud als Hit des Jahres zwei Hauptpreise.
Ihr nächstes Album 2 veröffentlichten die Flamen im Herbst 2018. Es stieg ebenfalls auf Platz 1 der Charts ein. Mit der Vorabsingle Grip (Omarm me) waren sie zuvor erneut auf Platz 8 der Singlecharts gekommen.

## Diskografie

### Alben
| Jahr | Titel       | Höchstplatzierung, Gesamtwochen, AuszeichnungChartplatzierungen (Jahr, Titel, Platzierungen, Wochen, Auszeichnungen, Anmerkungen) | Höchstplatzierung, Gesamtwochen, AuszeichnungChartplatzierungen (Jahr, Titel, Platzierungen, Wochen, Auszeichnungen, Anmerkungen) | Höchstplatzierung, Gesamtwochen, AuszeichnungChartplatzierungen (Jahr, Titel, Platzierungen, Wochen, Auszeichnungen, Anmerkungen) | Anmerkungen                                      |
| Jahr | Titel       | NL | BEW | BEF | Anmerkungen                                      |
| ---- | ----------- | --- | --- | --- | ------------------------------------------------ |
| 2015 | Bazart (EP) | — | — | BEF42 (26 Wo.)BEF | Erstveröffentlichung: 13. November 2015          |
| 2016 | Echo        | NL92 (2 Wo.)NL | BEW144 (2 Wo.)BEW | BEF1 Platin · (117 Wo.)BEF | Erstveröffentlichung: 7. Oktober 2016            |
| 2017 | Echo Live   | — | — | BEF71 (1 Wo.)BEF | Erstveröffentlichung: 20. Oktober 2017 Livealbum |
| 2018 | 2           | NL90 (1 Wo.)NL | — | BEF1 Gold · (73 Wo.)BEF | Erstveröffentlichung: 21. September 2018         |
| 2021 | Onderweg    | — | — | BEF3 (74 Wo.)BEF | Erstveröffentlichung: 4. Juni 2021               |

Weitere Alben
- 2012: Meer dan ooit (EP)

### Singles
| Jahr | Titel Album                        | Höchstplatzierung, Gesamtwochen, AuszeichnungChartsChartplatzierungen (Jahr, Titel, Album, Platzierungen, Wochen, Auszeichnungen, Anmerkungen) | Anmerkungen                                                   |
| Jahr | Titel Album                        | BEF | Anmerkungen                                                   |
| ---- | ---------------------------------- | --- | ------------------------------------------------------------- |
| 2015 | Goud Bazart • Echo                 | BEF12 Platin · (50 Wo.)BEF | Erstveröffentlichung: 2. Oktober 2015                         |
| 2016 | Chaos Echo                         | BEF8 Gold · (21 Wo.)BEF | Erstveröffentlichung: 24. Juni 2016                           |
| 2016 | Nacht Echo                         | BEF18 (20 Wo.)BEF | Erstveröffentlichung: 4. November 2016                        |
| 2017 | Lux Echo                           | BEF36 (9 Wo.)BEF | Erstveröffentlichung: 29. April 2017                          |
| 2017 | Voodoo (The Subs Remix) –          | BEF37 (5 Wo.)BEF | Erstveröffentlichung: 13. Oktober 2017                        |
| 2018 | Grip (Omarm me) 2                  | BEF7 Gold · (18 Wo.)BEF | Erstveröffentlichung: 10. August 2018                         |
| 2018 | Onder ons –                        | BEF17 (15 Wo.)BEF | Erstveröffentlichung: 30. November 2018 feat. Eefje de Visser |
| 2019 | Maanlicht 2 (Deluxe)               | BEF11 (19 Wo.)BEF | Erstveröffentlichung: 20. November 2019                       |
| 2020 | Alles of niets Onderweg            | BEF26 (11 Wo.)BEF | Erstveröffentlichung: 10. April 2020                          |
| 2020 | Denk maar niet aan morgen Onderweg | BEF8 Platin · (25 Wo.)BEF | Erstveröffentlichung: 7. Oktober 2020                         |
| 2021 | Anders Onderweg                    | BEF21 (21 Wo.)BEF | Erstveröffentlichung: 5. Mai 2021                             |
| 2021 | Onderweg                           | BEF13 (16 Wo.)BEF | Erstveröffentlichung: 1. Oktober 2021 feat. S10               |
| 2022 | Van God los –                      | BEF26 (12 Wo.)BEF | Erstveröffentlichung: 30. September 2022                      |
| 2023 | Geef mij alles –                   | BEF12 (15 Wo.)BEF | Erstveröffentlichung: 10. Februar 2023                        |
| 2023 | Blijf nog even hier –              | BEF10 (22 Wo.)BEF | Erstveröffentlichung: 26. Mai 2023 mit Guusje                 |
| 2023 | Hou mij vast –                     | BEF4 (21 Wo.)BEF | Erstveröffentlichung: 22. Dezember 2023 mit Pommelien Thijs   |

Weitere Singles
- 2016: Tunnels